# Подбудье
Подбудье (бел. Подбудье) — посёлок в Столпнянском сельсовете Рогачёвского района Гомельской области Белоруссии.

## География

### Расположение
В 42 км на юго-восток от Рогачёва, 13 км от железнодорожной станции Салтановка (на линии Гомель — Жлобин), 64 км от Гомеля.

## Транспортная сеть
Транспортные связи по просёлочной дороге, затем по шоссе Довск — Гомель. Планировка состоит из короткой прямолинейной широтной улицы, к которой с севера под прямым углом присоединяется переулок. Жилые дома деревянные, усадебного типа.

## История
Основан в начале XX века переселенцами из соседних деревень на бывших помещичьих землях. В начале 1931 года жители вступили в колхоз. Во время Великой Отечественной войны 24 жителя погибли на фронте. Согласно переписи 1959 года в составе колхоза «Светлый путь» (центр — деревня Столпня).

## Население

### Численность
- 2004 год — 9 хозяйств, 15 жителей.

### Динамика
- 1959 год — 144 жителя (согласно переписи).
- 2004 год — 9 хозяйств, 15 жителей.